# Stazione di Pabillonis
Stazione di Pabillonis vasútállomás Olaszországban, Szardínia régióban, Pabillonis településen.

## Vasútvonalak
Az állomást az alábbi vasútvonalak érintik:
- Cagliari–Golfo Aranci Marittima-vasútvonal

## Kapcsolódó állomások
A vasútállomáshoz az alábbi állomások vannak a legközelebb: 
- Stazione di Uras-Mogoro
- Stazione di San Gavino
- Stazione di San Gavino